# 하이퐁 FC
하이퐁 FC(베트남어: Câu lạc bộ bóng đá Hải Phòng)는 베트남에 있는 하이퐁을 연고로 하는 축구 클럽이다. 이 팀은 1899년에 창단했으며, 현재 V-리그에 참가하고 있다.

## 성적
- V-리그 1회 준우승 (2010)
- 베트남 컵 2회 우승 (1995, 2014), 1회 준우승 (2005)
- 베트남 슈퍼컵 1회 우승 (2005)
- 베트남 1부 리그 1회 우승 (2003), 1회 준우승 (2007)

## 선수 명단

### 현역
참고: FIFA 자격 규정에 따라 소속된 국가대표팀 국기를 표시합니다. 선수는 복수의 FIFA 비회원국 국적을 가지고 있을 수 있습니다.
| 번호 | 포지션 | 국적   | 이름        |
| ---- | ------ | ------ | ----------- |
| 25   | DF     | 아이티 | 비쿠 비쌍떼 |

| 번호 | 포지션 | 국적 | 이름 |
| ---- | ------ | ---- | ---- |

## 역대 감독
| 감독       | 임기   |
| ---------- | ------ |
| 추딘응히엠 | 2022 ~ |